# 岩城島
岩城島（いわぎじま）は、愛媛県北東部に位置する離島。芸予諸島のうち赤穂根島などとともに上島諸島に属する。行政区画は愛媛県越智郡上島町。
島の中央にそびえる積善山は、三千本に及ぶ桜の名所としても知られている。これらの観光資源を活用した観光客誘致や、1985年（昭和60年）からは「青いレモンの島」のキャッチフレーズで、島特産のレモンを利用した産業振興策に取り組み始め、今日では一定の評価を得ている。さらに、1990年代からはグリーンツーリズムなどにも取り組んでいる。

## 地理
愛媛県と広島県との県境、芸予諸島のほぼ中央、生口島の南に位置する。属島として、南に赤穂根島が、さらにその南に津波島などがある。島の中央に位置する標高370メートルの積善山を中心とし、やや膨らんだ三角形の形をした小島である。

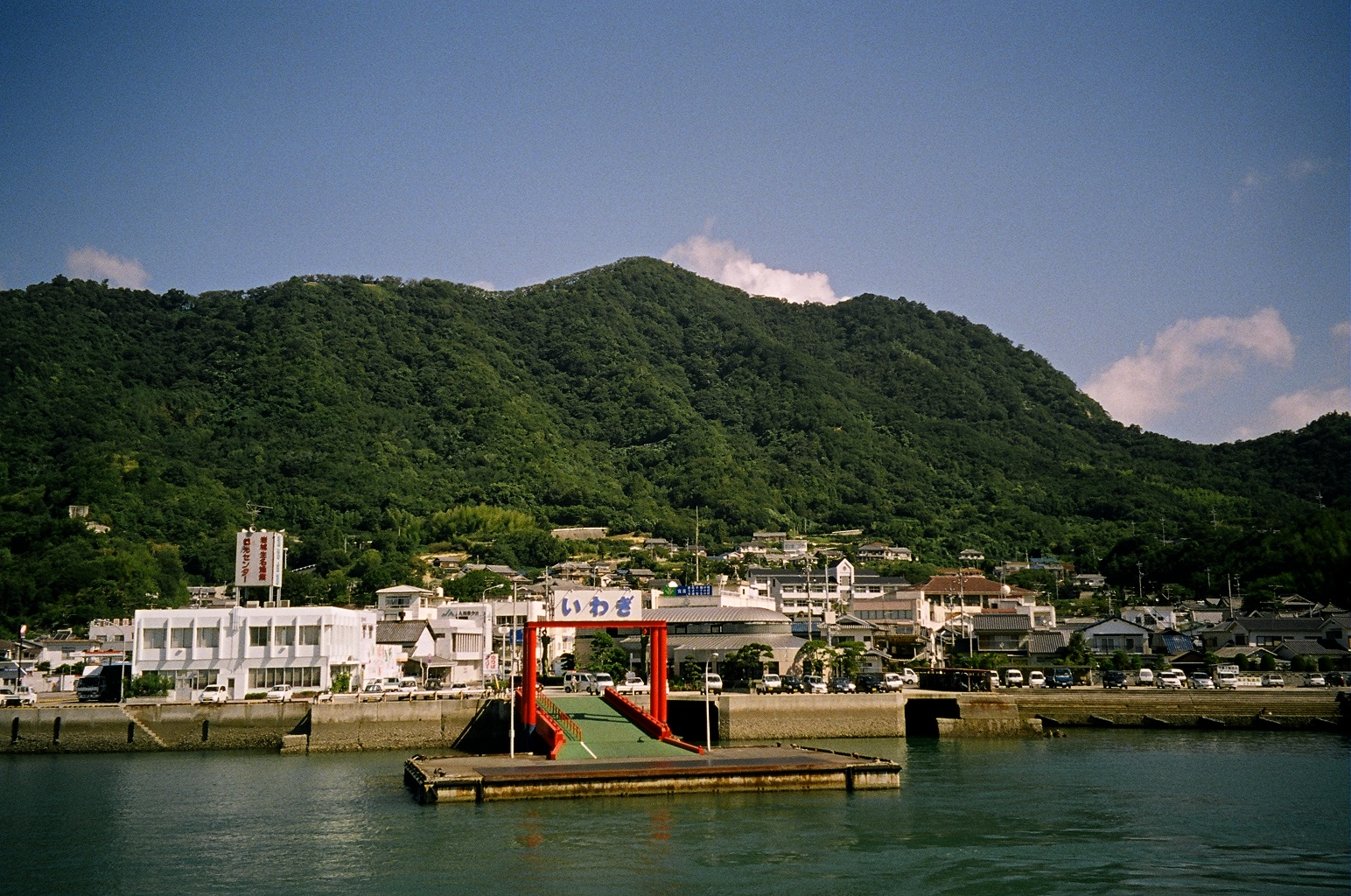
岩城港と岩城地区

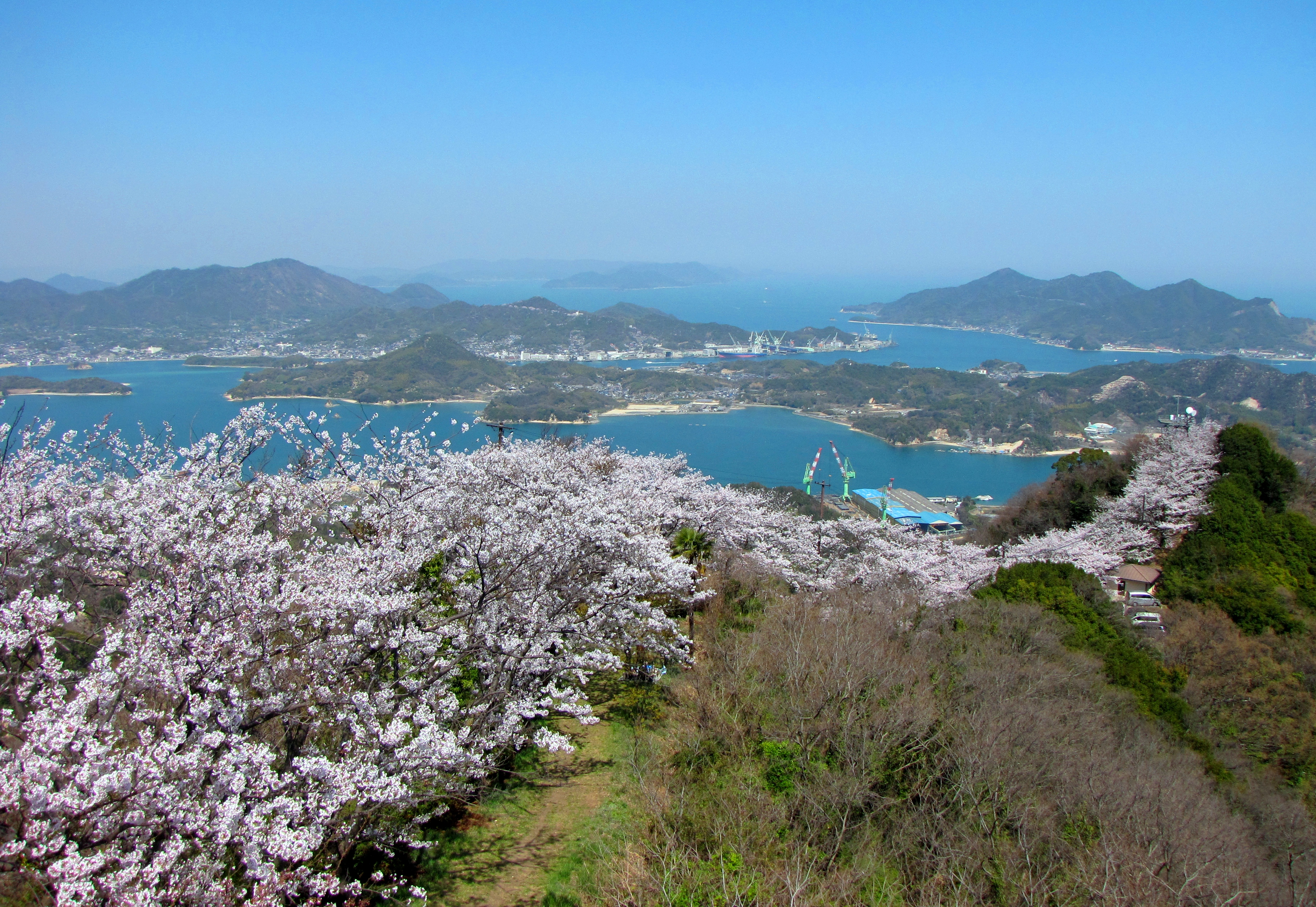
積善山山頂から、生名島・因島方面を望む

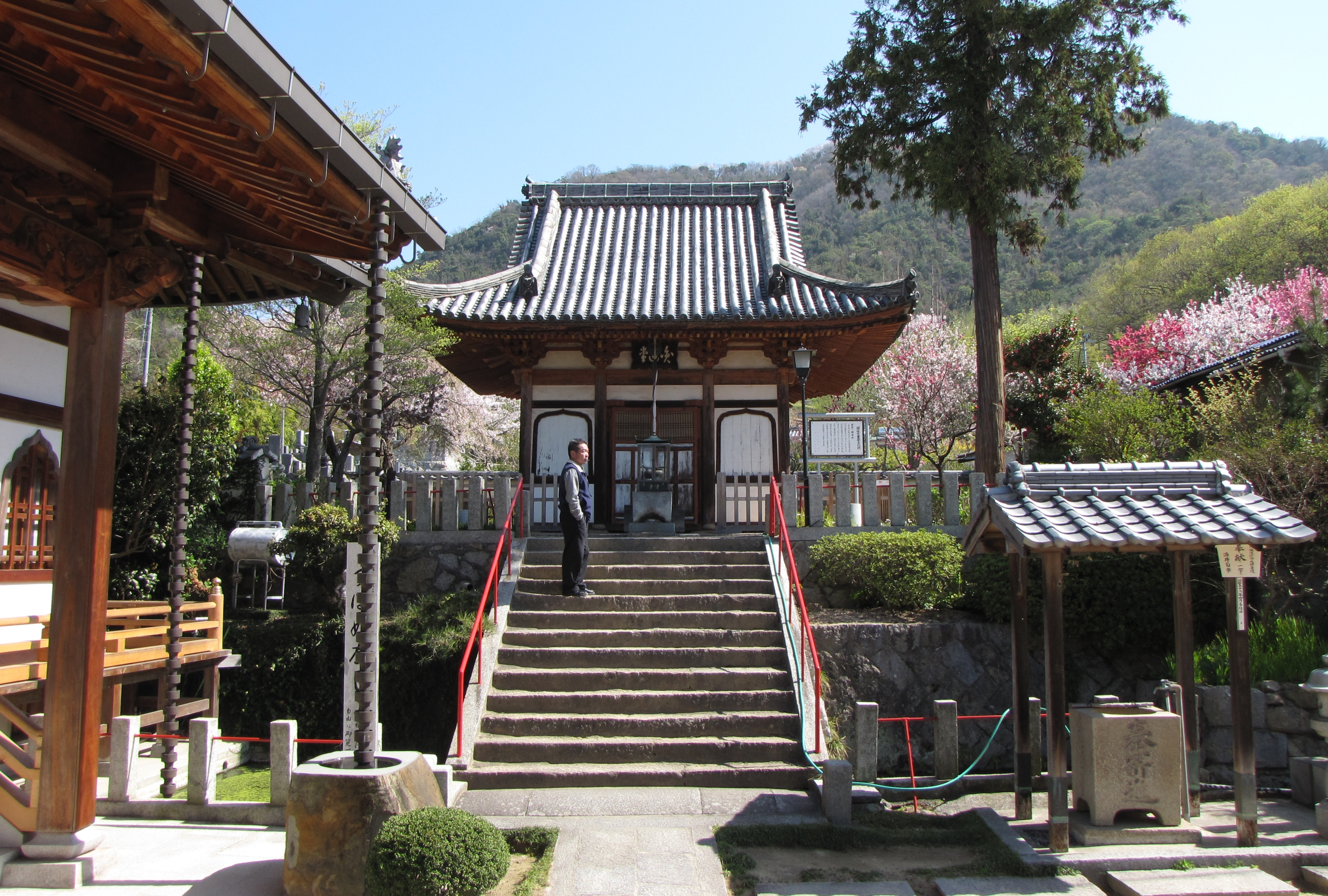
祥雲寺

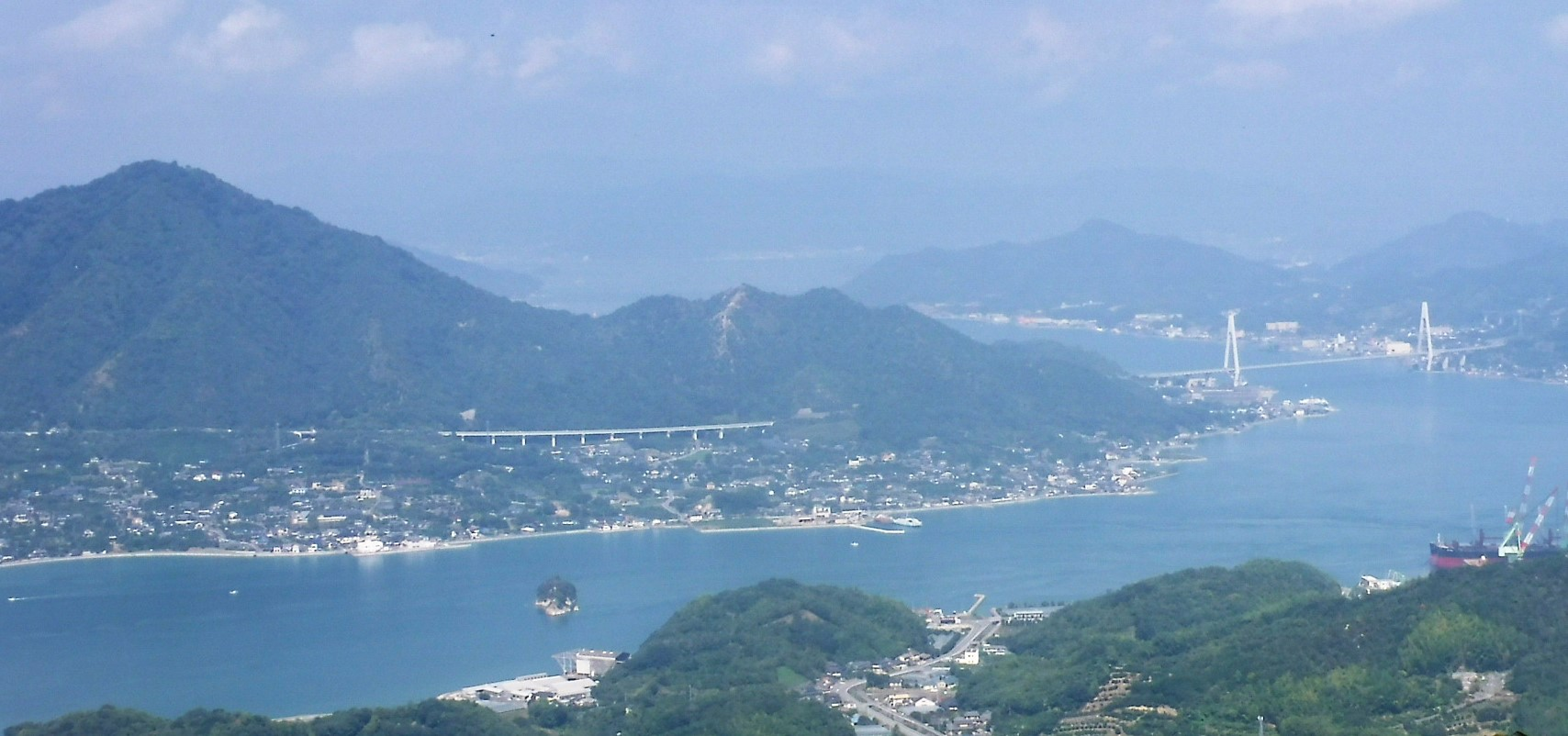
生口島の洲江港と岩城島の小漕港（手前）。右側には西瀬戸自動車道の生口島橋

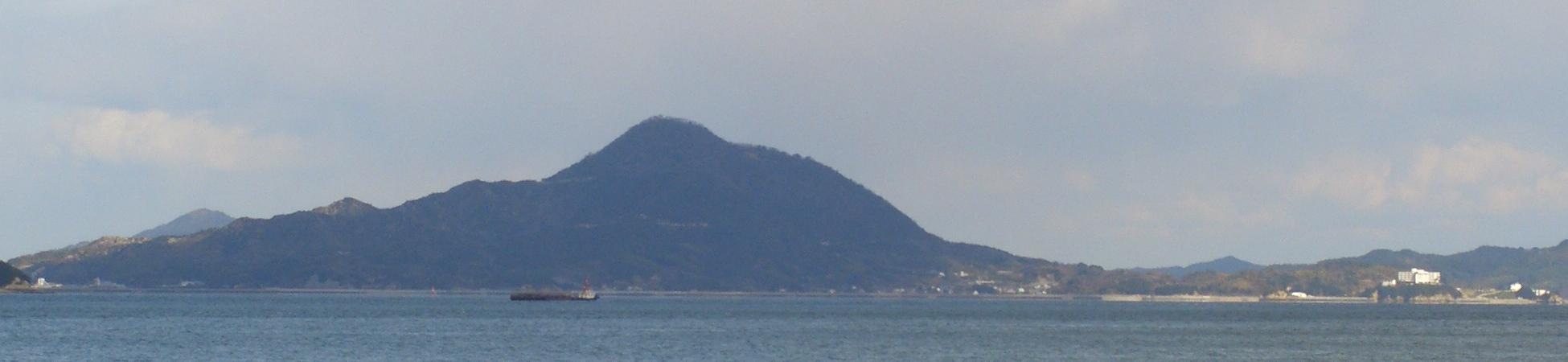
西方7kmより

### 地名の由来
古名である。古くは「石城」とも書いた。岩城という名は古代の部族名による、あるいは平安時代に岩清水八幡の所領になったなど、いくつかの説がある。また、魏志倭人伝に瀬戸内海の淡路島などにあたる可能性がある「斯馬（しま）」国と伊余の可能性が高い「伊邪（いや）」国の間にある「已百支」（いわき）国としてすでにその名があるが、確たるものは不明。（村の資料より） 弥生時代の高地性集落の積善山遺跡や隣接する生名島の磐座祭祀遺跡の立石山遺跡に関わる可能性もある。

## 社会

### 地域・集落
島の中央に山がある関係から海岸線に沿って島の周囲に集落は点在しているが、最大の集落は、南部の岩城地区で、ここに行政関係機関などがある。なお、「大字」制は採っていない。

### 行政
行政区画としては越智郡上島町に属する。平成16年に岩城村が弓削町、生名村、魚島村が新設合併のうえ発足した町。旧村役場が支所となっている。
他機関として 愛媛県果樹試験場岩城分場がある。

### 人口
人口1942人（2020年国勢調査）

## 歴史
中世以前
- 縄文式土器が出土している
- 保元元年の岩清水八幡宮への古文書に「伊予国石城島」（岩城は古くは石城とも書いた）とあり、同神宮の所領であったとみられている。
- 室町期　村上氏の支配下にあったが、周囲の海域には海賊が横行していた。

藩政期
松山藩の領地。当島は松山藩の参勤交代の経路に相当し、岩城港の前面に一文字の波止をつくり、三浦家を本陣とした。岩城港は風待ち港・汐待ち港としても条件に恵まれ、大いに栄え、商業や廻船業（回船業）も発展した。文化13年には100軒もの問屋が軒を連ねていた。こうした関係から島の規模の割に寺社が多い。
- 享保年間　東三が開発される
- 天保10年　三浦家[注釈 1]が当地に入る。
- 天保年間　三浦家により懸浦塩田開かれる
- 文化年間　津波島、赤穂根島でも塩田が開かれる

明治以降
- 明治4年　長法寺に私塾として知新館設置される
- 明治7年　知新が村立知新学校となる。さらに明治19年には岩城尋常小学校となる
- 昭和22年　岩城中学校設置
- 昭和23年　愛媛県立弓削高等学校岩城分校設置、昭和38年に愛媛県立伯方高等学校の分校となる。
- 昭和46年　今治港・尾道港をつなぐフェリー航路開設

※この項『角川日本地名大辞典38愛媛県』による

## 産業・経済
室町期から既に塩田があり、製塩が盛んに営まれた。そのため、藩政期には他地域へ塩田作業に出稼ぎに行く人も多かった。
また、「歴史」の項で述べたように藩政期には商業も栄えた。その後主要産業としては、農業となり、太平洋戦争前には除虫菊や葉たばこの栽培が盛んになり、やがて柑橘へと転換していった。
岩城島周囲の漁場ではマダイやアコウダイ、メバル等が生息し、一本釣り、刺し網、採海藻、養殖など多種に渡る漁業が営まれており、岩城漁港は上島町の水産業に重要な役割を果たしている。
- 農業 - 柑橘類
- 漁業 - 沿岸漁業等
  - ここ数年、メバル、タイなどの漁獲量が激減している。漁協の長期ビジョンとして「豊かな海を守る事も漁業者の役割だ」と考え、今年からアマモを植えて育てる活動を開始（2007年時点）[4]。
- 造船業 - 岩城造船の造船所がある。

## 交通
岩城島を含む上島地域全体として交通の結節点は因島（広島県）であり、因島からは瀬戸内しまなみ海道により、本州および四国と橋（道路）でつながっている。このため上島諸島（上島町）は因島への航路に大きく依存する。それに加え、しまなみ海道への本島からの最短ルートとして生口島へのフェリー航路もある。

### 航路
航路
島の南の岩城港は因島や今治と結ぶ航路、北の小漕港からは対岸の生口島と結ぶ航路が就航している。
- 高速艇　今治 - 友浦（大島） - 木浦（伯方島） - 岩城 - 佐島 - 弓削 - 生名 - 土生（因島） 高速艇
- フェリー　木浦 - 岩城 - 佐島 - 弓削 - 生名 - 土生
- フェリー　小漕 - 洲江（生口島）[注釈 2]

港湾

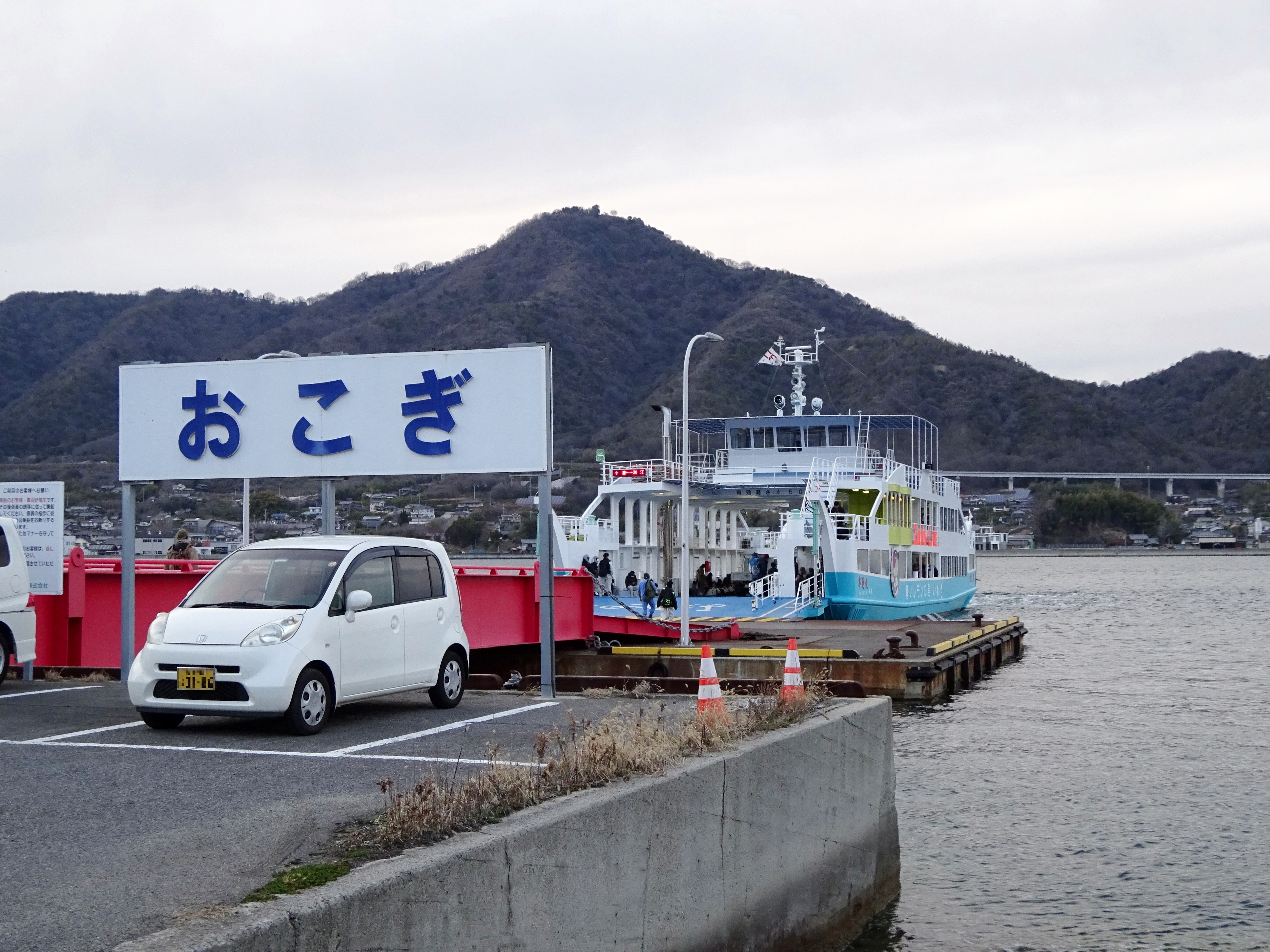
小漕港

- 岩城港（岩城漁港） - 高速艇やフェリーが寄港する。桟橋や物揚場は昭和40年代から50年代にかけて整備されたもので、老朽化は否めない。
- 小漕港 - 島の北部にあり、洲江港（生口島）との間にフェリー

- 長江港 - 島の東部に位置し、長江フェリーにより土生港（因島）とかつて結ばれていた。

### 道路
島外との交通
本島と東隣の生名島とを結ぶ岩城橋が架かっている。岩城橋は他2橋と合わせて上島架橋と総称される構想が長らくあり、2017年7月19日に起工式がおこなわれ、2022年3月20日に開通した。
島内道路
愛媛県道174号岩城環状線がある。愛媛県や上島町では島内や上記の岩城橋を経由して島々を回るサイクリングを地域おこしのツールの一つとして推進している。島を一周する道路には「しまなみ海道サイクリングロード」の一環としてブルーのラインが路面に引かれている。

## 名所・名産
名所
- 積善山・スカイライン- 3000本もの桜があり、春にはにぎわう。
- 妙見メンヒル - 古代巨石信仰の名残り。
- 若山牧水歌碑 - 牧水が三浦家に逗留していたときに詠んだ歌を刻んでいる。
- 岩城郷土館 - 島の豪商三浦家の屋敷を改修し郷土館として一般公開している。
- エジル閃長岩 - 愛媛県指定天然記念物　1968年3月8日県指定(後の杉石)

名産
- かんきつ類（ライム、八朔、ウンシュウミカン）
- レモン、レモン加工品
- レモンポーク
- しいたけ
- 芋菓子
- ひじき
- ぶどう

郷土料理
- いぎす豆腐
- 鯛めん
- 小魚のから揚げ（地元で採れたギザミ、ホゴなど）
- 活魚料理

## テレビ番組
- 日経スペシャル ガイアの夜明け 限りある魚を守れ～世界の水産資源の危機～（2007年11月27日、テレビ東京）[4] - アマモを植えて育てる活動を取材。